# Freie Wähler
Alegători liberi (Freie Wähler, FW) este un concept german, în care o asociație de persoane participă la alegeri fără a avea statutul unui partid politic înregistrat. De obicei este un grup organizat pe plan local de alegători, cu statutul de asociație înregistrată (eV). 
Grupuri de Alegători liberi sunt active în toate statele germane, iar cel din Bavaria are un succes deosebit.
De exemplu, în 2008, în Bavaria la alegeri, FW a obținut 10.2% din voturi și a obținut intrarea pentru prima oară în Landtag. Unii cred că FW are un asemenea succes și din cauza prezenței în listă a lui Gabriele Pauli, un fost membru al Uniunii Creștine Sociale din Bavaria.